# Ngày Tình nguyện viên Quốc tế

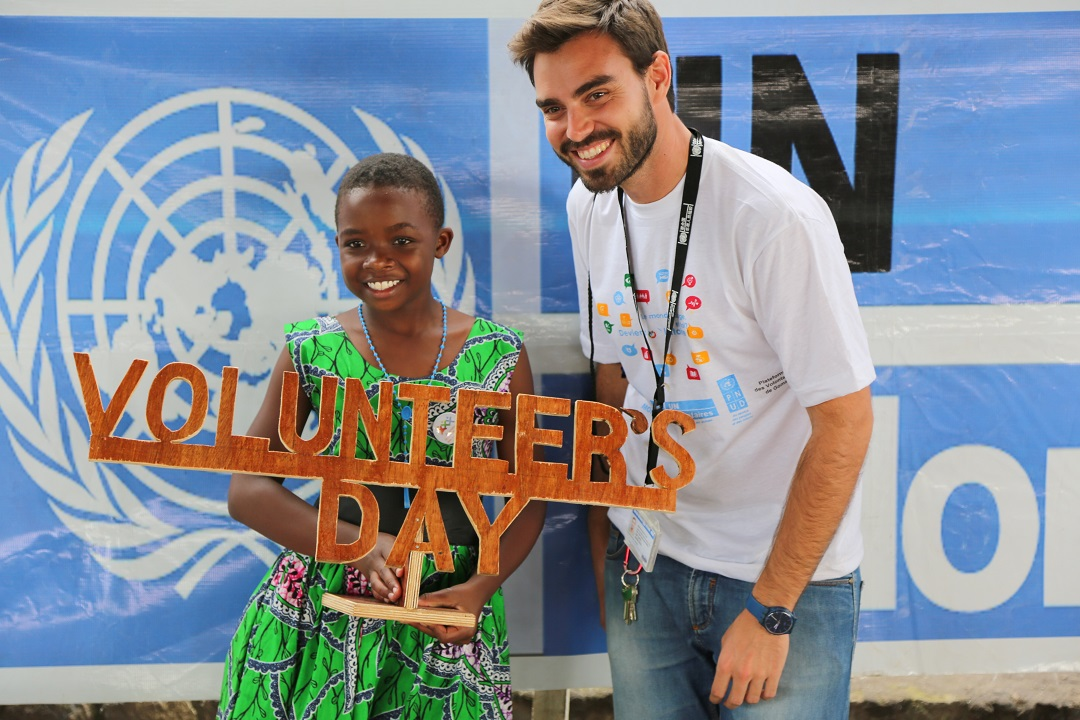
Một nữ sinh tại Congo mang một tấm bảng khắc vinh danh Ngày tình nguyện viên quốc tế đến tặng một trong những tình nguyện viên LHQ.

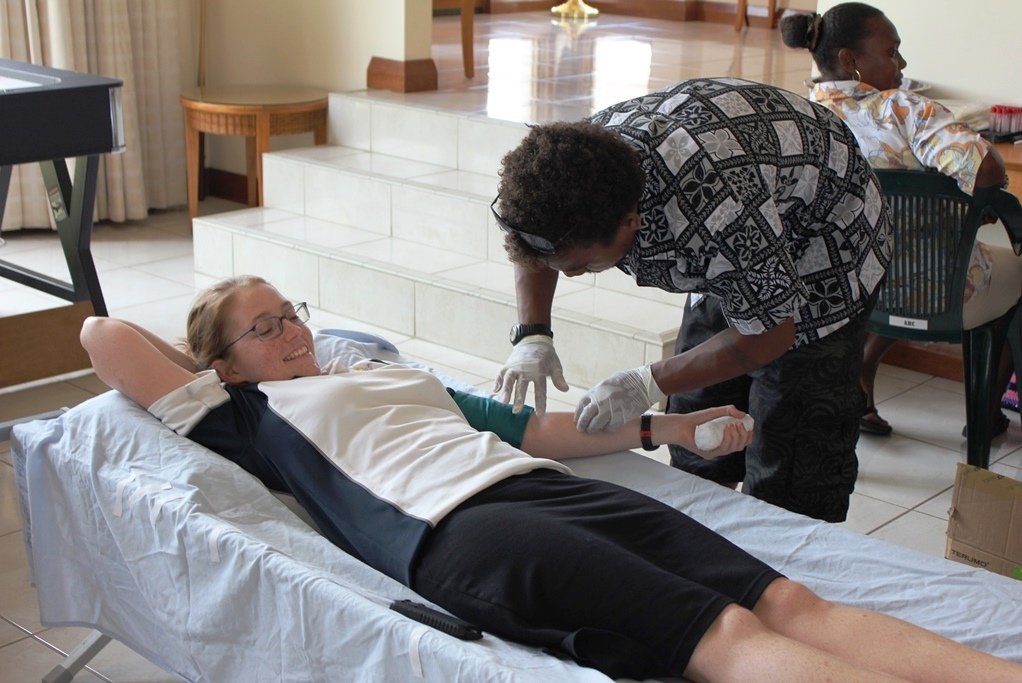
Một nữ tình nguyện viên Úc hiến máu tại quần đảo Solomon năm 2013 kỷ niệm Ngày tình nguyện viên quốc tế

Tình nguyện viên LHQ, tình nguyện viên địa phương, các tổ chức tình nguyện liên quan, các tổ chức thanh thiếu niên, và các cơ quan Liên Hợp Quốc tham dự lễ kỷ niệm Ngày tình nguyện quốc tế năm 2017 tại Nepal.

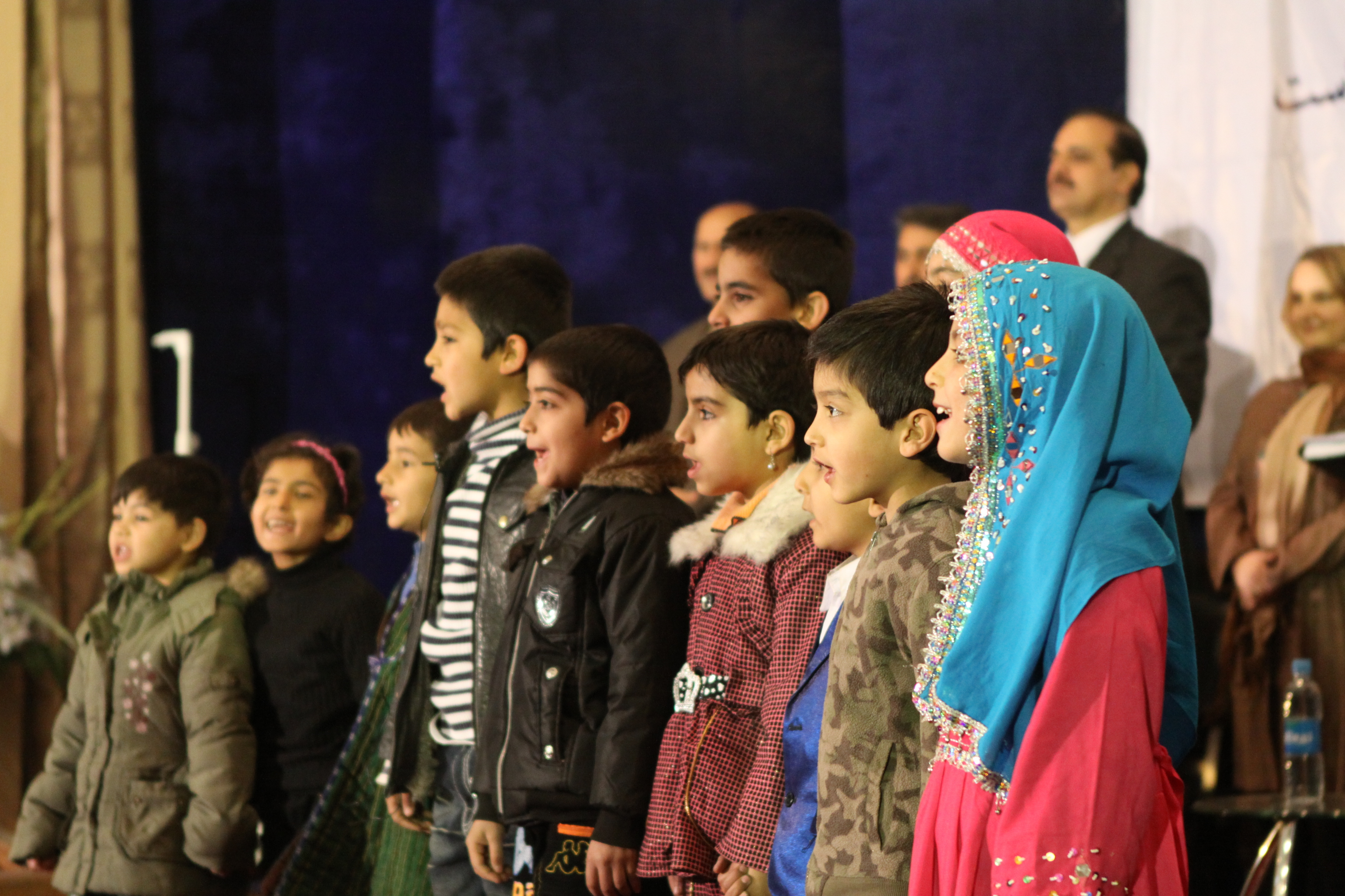
Để hỗ trợ cho ngày Tình nguyện viên Quốc tế, Bộ Y tế Afghanistan tổ chức hàng năm ngày sức khỏe cho người lao động, trong hình là năm 2010 với sự tham gia của Bộ trưởng Y tế

Ngày Tình nguyện viên Quốc tế, Ngày Tình nguyện Quốc tế (tiếng Anh: International Volunteer Day, viết tắt IVD) (lúc đầu và đến nay vẫn còn được gọi là Ngày Tình nguyện viên Quốc tế vì sự phát triển Kinh tế và Xã hội (International Volunteer Day for Economic and Social Development)) (05 tháng 12) là một ngày lễ quốc tế đã được Đại hội đồng Liên Hợp Quốc thông qua bởi Nghị quyết A/RES/40/212 vào ngày 17 tháng 12 năm 1985. Ngày này tạo một cơ hội cho các tổ chức tình nguyện và tình nguyện viên cá nhân để họ có thể thể hiện những đóng góp của mình - ở cấp địa phương, quốc gia và quốc tế - vào việc đạt được các Mục tiêu Phát triển Thiên niên kỷ (MDGs).
Ngày Tình nguyện viên Quốc tế được kỷ niệm bởi nhiều tổ chức phi chính phủ, bao gồm cả Hội Chữ thập đỏ, Hội Hướng đạo và những tổ chức khác. Ngày này cũng được kỷ niệm và được hỗ trợ bởi chương trình Tình nguyện viên Liên Hợp Quốc (United Nations Volunteers - UNV) luôn coi trọng tinh thần tình nguyện, sự tận tâm, nhiệt tình và đoàn kết, thông qua việc huy động các tình nguyện viên vì sự phát triển và đề cao sự tham gia của tất cả mọi người.
Ngoài việc huy động hàng ngàn tình nguyện viên mỗi năm, chương trình Tình nguyện viên Liên Hợp Quốc (UNV) làm việc chặt chẽ với các đối tác và các chính phủ để thiết lập các chương trình tình nguyện trong từng quốc gia để tạo ra những cấu trúc mà nuôi dưỡng và duy trì hoạt động tình nguyện tại địa phương trong nước. Thông qua dịch vụ tình nguyện trực tuyến Lưu trữ ngày 28 tháng 10 năm 2008 tại Wayback Machine, tình nguyện viên có thể hành động để phát triển con người bền vững bằng cách hỗ trợ các hoạt động của các tổ chức phát triển trên Internet.
Thông điệp vào ngày này trong năm 2016 là "Thế giới ngợi ca và đồng hành cùng tình nguyện viên" (Global Applause – give volunteers a hand). Thông điệp năm 2018 là "Tình nguyện viên xây dựng cộng đồng bền vững" (Volunteers build Resilient Communities). IVD 2018 kỷ niệm những nỗ lực tình nguyện mà tăng cường trách nhiệm của địa phương và khả năng phục hồi của cộng đồng khi đối mặt với thiên tai, áp lực căng thẳng kinh tế và những cú sốc chính trị. Sự kiện vào ngày 5 tháng 12 năm 2018 sẽ tập trung vào cách các tình nguyện viên có thể xây dựng các cộng đồng bền vững.

## Bối cảnh
| “ | Được thành lập trên giá trị của sự đoàn kết và tin cậy lẫn nhau, hoạt động tình nguyện vượt qua mọi ranh giới văn hóa, ngôn ngữ và địa lý. Bằng cách hiến tặng thời gian và kỹ năng của họ mà không đợi chờ vào bất kỳ phần thưởng vật chất nào, tình nguyện viên tự được nâng lên bởi ý nghĩa duy nhất của mục đích [việc mình làm]. | ” |
| — Tổng thư ký Ban Ki-moon, thông điệp cho Ngày Tình nguyện quốc tế vì Kinh tế và Phát triển xã hội, 05 tháng 12 năm 2012 | |   |

Ngày Tình nguyện viên quốc tế là một cơ hội cho các tình nguyện viên cá nhân, cộng đồng và các tổ chức để thúc đẩy sự đóng góp của họ cho sự phát triển ở cấp địa phương, quốc gia và quốc tế. Bằng cách kết hợp hỗ trợ của Liên Hợp Quốc với một ủy nhiệm cấp cơ sở, Ngày Tình nguyện viên quốc tế là một cơ hội chung cho người dân và các tổ chức tình nguyện liên quan cùng làm việc với các cơ quan chính phủ, các tổ chức phi lợi nhuận, các nhóm cộng đồng, học viện và các khu vực tư nhân của xã hội dân sự.
Ngày Tình nguyện viên Quốc tế vì sự phát triển Kinh tế và Xã hội đã được thông qua tại Đại hội đồng Liên Hợp Quốc qua Nghị quyết A/RES/40/212 vào ngày 17 tháng 12 năm 1985, trong đó có kêu gọi các chính phủ, các tổ chức "...thúc đẩy việc thực hiện các biện pháp để nâng cao nhận thức về sự đóng góp quan trọng của dịch vụ tình nguyện, qua đó khuyến khích nhiều người dân ở tất cả các tầng lớp xã hội đóng góp làm tình nguyện viên, cả ở trong nước và ở nước ngoài;...". Năm 2001 cũng từng được chỉ định là Năm Quốc tế Tình Nguyện viên (International Year of Volunteers) bởi Đại hội đồng Liên Hợp Quốc.

## Hoạt động
Qua nhiều năm, Ngày Tình nguyện viên Quốc tế đã theo đuổi mục đích và chiến lược để nhiều quốc gia tập trung vào những đóng góp tình nguyện để đạt được Mục tiêu Phát triển Thiên niên kỷ, một tập hợp các mục tiêu trong thời gian cố định để chống lại nghèo đói, bệnh tật, mù chữ, suy thoái môi trường và phân biệt đối xử đối với phụ nữ.
Việc tổ chức Ngày tình nguyện quốc tế thường là kết quả của sự hợp tác giữa hệ thống Liên Hợp Quốc, các chính phủ, các tổ chức tình nguyện, và cá nhân cam kết tự nguyện. Đại diện của các phương tiện truyền thông hoặc học viện, cơ sở, khu vực tư nhân, các nhóm tôn giáo, thể thao và giải trí tổ chức cũng thường tham gia.
Riêng tại Việt Nam cũng có nhiều hoạt động nhân dịp ngày này, như là Ngày hội Tình nguyện quốc gia "Trái tim tình nguyện 2016" do Viện Huyết học Truyền máu Trung ương, Trung ương Đoàn Thanh niên cộng sản Hồ Chí Minh và Chương trình Tình nguyện Liên hiệp quốc tại Việt Nam phối hợp tổ chức năm 2016 tại công viên Hòa Bình, Hà Nội; ngày hội quốc tế những người tình nguyện do Hội Liên hiệp thanh niên Thành phố Hồ Chí Minh tổ chức hàng năm từ năm 2013. Việt Nam cũng là nước tiếp nhận số lượng tình nguyện viên lớn từ các quốc gia khác, như Đoàn Hòa bình của Hoa Kỳ, Tổ chức Hỗ trợ Gia cư Habitat, và là nước tiếp nhận số lượng tình nguyện viên thứ ba thông qua chương trình Tình nguyện viên Australia vì sự Phát triển Quốc tế (AVID). Hơn 1000 tình nguyện viên Australia đã sang làm việc và đóng góp cho Việt Nam từ năm 1973 khi hai nước chính thức thiết lập mối quan hê ngoại giao.